# Crkva Gospe Ljeviške
Bogorodica Ljeviška (srpski: Богородица Љевишка ili Bogorodica Ljeviška) je srpska pravoslavna crkva iz 12. stoljeća u gradu Prizrenu na Kosovu. Jedna od srednjovjekovnih srpskih spomenika na Kosovu koji su pod zaštitom UNESCO-a kao svjetska baština.

## Povijest
Crkva je podignuta kao zadužbina kralja Milutina (Stefan Uroš II.) od 1306. – 1307. god. na mjestu starije ranokršćanske crkve, i od tada je bila sjedište prizrenskih nadbiskupa.
Tijekom okupacije Osmanlijskih Turaka bila je pretvorena u džamiju, a freske su obijene, pokrivene slojem žbuke i premazane klakom. Od 1950. do 1952. god. freske su ponovno otkrivene i građevina je ponovno postala crkvom. Njena obnova je potrajala sve do 1976. god. 
Od srpnja 1999. god. čuvaju je međunarodne snage KFOR-a koje nisu uspjele spriječiti albanske izgrednike da je spale tijekom nereda 2004. god. Crkva je pretrpjela i nekoliko pljački, između ostalog njen skupocjeni olovni pokrov je ukraden više puta.
Dana 13. srpnja 2006. god. crkva Bogorodice Ljeviške je upisana na UNESCOv Popis mjesta svjetske baštine u Europi kao dodatak manastiru Visokim Dečanima koji se također nalaze na popisu mjesta svjetske baštine u opasnosti.

## Odlike
Izvorna građevina iz 11. stoljeća bila je trobrodna bazilika. Imala je tri apside na istoku i narteks (srpski: priprata) na zapadu, ispred koje se nalazio trijem. Preuređenjem u 14. st. glavni brod je pretvoren u petokupolnu cjelinu, a bočni brodovi su pretvoreni u deambulatorij. Ovaj oblik je već postojao u bizantskoj crkvi Solunskih apostola: osnova upisanog križa s pet kupola, a oko njega je s tri strane široki brod. Umjesto trijema, izgrađen je dvokatni egzonarteks sa zvonikom. Od stare crkve preuzeti su bočni zidovi. Središnja kupola leži na četiri stuba, dok su male kupole postavljene dijagonalno. Crkva je izgrađena naizmjeničnim redovima opeke i vapnenca. Vanjski izgled je oživljen dvostrukim i trostrukim prozorima i nišama. Obnovom crkve su upravljali majstori Nikola (arhitektura) i Astrapa (freske). O tome se zna po natpisu u vanjskom narteksu.
Najstarije sačuvane freske u crkvi potječu iz trećeg desetljeća 13. st. To su prikazi svadbe u Kani, Izlječenje slijepca i Bogorodica s Kristom čuvarem. Preostale freske su djelo majstora Mihajla Astrape i njegovih pomoćnika, naslikane između 1307. i 1313. godine. Među njima su ciklusi velikih blagdana, Kristove muke, čuda i parabola, kao i portreti svetaca i srbijanskih povijesnih osoba (Stefan Nemanja, Sveti Sava, kralj Milutin, itd.).
- Freska kralja Milutina nakon vandalskog napada 2004. god.
- Slavna freska “Kupanje Kristovo“ iz 14. st. (zapaljena od strane albanaca 17. ožujka 2004.[2])
- Sveti Simeon (Stefan Nemanja), freska iz crkve Bogorodice Ljeviške
- Freska "Razgovor Apostola", Bogorodica Ljeviška
- Freska Krista
- Sveti Sava